# Jerid
O Jerid, Djerid ou Bled el Djerid (em árabe: الجريد; literalmente "palma de tamareira"), é uma região semi-desértica situada no sudoeste da Tunísia, que se estende para as áreas contíguas na Argélia. Em termos administrativos, está associada, na Tunísia, à província (gouvernorat) de Tozeur e, pelo menos em parte e segundo algumas fontes, também às províncias de Gafsa e Kebili. Esta última integra a região de Nefzaoua, a qual por vezes se considera parte do Jerid.
A região está salpicada de oásis dispersos entre dois chotts (lagos salgados em grande parte secos na maior parte do tempo). Dentre os chotts destaca-se pela sua extensão celebridade o Chott el Jerid. Em termos económicos, a região destaca-se pela sua produção de tâmaras, nomeadamente da variedade superior deglet nour, e desde os anos 1990 que o turismo tem vindo a ganhar importância. Há ainda a referir a exploração mineira de importantes jazidas de fosfato, principalmente a norte da região (Gafsa).

## População
A população da província de Tozeur, o núcleo central da região era estimada em 2011 em 104 800 habitantes, mais 4,5% do que em 2007 e mais 7,5% do que em 2004, concentrando-se principalmente nas cidades de Tozeur e Nefta. No mesmo ano estimava-se que a província de Gafsa, a norte, tivesse 341 600 habitantes, mais 3,5% que em 2007 e mais 5,5% do que em 2004. A estimativa para a província de Kebili, a sul, que muitos autores não incluem na região, era então de 152 200 habitantes, mais 3.9% que em 2007 e mais 6,3% do que em 2004.
Em termos étnicos, a população resulta da mestiçagem ao longo da história entre berberes autóctones, árabes e escravos originários da África subsariana. Atualmente a os habitantes consideram-se a eles próprios árabes, tendo desaparecido quase completamente qualquer componente berbere, a qual é mesmo renegada, pois é associada ao "tempo da ignorância pré-islâmica".

## História
O Jerid já era habitado no tempo dos númida (séculos III a I a.C.). Vieram depois os romanos, que erigiram fortificações, integradas no limes da fronteira meridional da província da África Proconsular, que tinha como objetivo impedir as incursões das populações nómadas do Saara.
Com a chegada do cristianismo, a região acolhe duas sedes episcopais, uma em Thusurus (Tozeur) e outra em Nepte (Nefta). Depois duma passagem fugaz dos vândalos no século V d.C., seguiu-se o domínio dos bizantinos, até à invasão dos árabes muçulmanos do Império Omíada no século VII, que ocuparam toda a Tunísia e arabizaram e islamizaram.
Durante a Idade Média, as cidades do Jerid conhecem um progresso económico notável, devido principalmente à sua posição estratégica nas rotas das caravanas que ligavam a bacia mediterrânica à África subsariana. Entre os "bens" transportados figuravam numerosos escravos, que eram comprados para trabalharem nos oásis. Durante o período otomano, a região é palco de revoltas contras os impostos elevados e as incursões de nómadas. O relativo declínio da região a partir desse tempo deve-se em grande parte à perda da importância estratégica e económica do comércio transaariano.[carece de fontes?]

## Economia

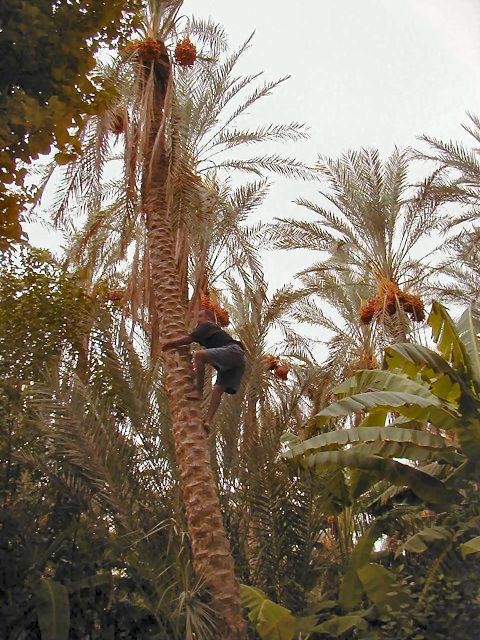
Trabalhador no palmeiral do oásis de Tozeur

O Jerid possui cerca de 1,6 milhões de tamareiras[a][carece de fontes?] e é uma das regiões de produção de tâmaras mais importante da Tunísia, principalmente da variedade mais valiosa, a deglet nour.
| Províncias | Totais    | Totais    | Totais    | Totais    | Deglet nour | Deglet nour | Deglet nour | Deglet nour | Outras variedades | Outras variedades | Outras variedades | Outras variedades |
| ---------- | --------- | --------- | --------- | --------- | ----------- | ----------- | ----------- | ----------- | ----------------- | ----------------- | ----------------- | ----------------- |
| Províncias | 2009-2010 | 2009-2010 | 2010-2011 | 2010-2011 | 2009-2010   | 2009-2010   | 2010-2011   | 2010-2011   | 2009-2010         | 2009-2010         | 2010-2011         | 2010-2011         |
| Kebili     | 91 000    | 56,2%     | 97 000    | 55,7%     | 77 500      | 70,7%       | 83 000      | 69,6%       | 13 500            | 25,8%             | 14 000            | 25,5%             |
| Tozeur     | 42 000    | 25,9%     | 45 000    | 25,8%     | 29 000      | 26,5%       | 32 450      | 27,2%       | 13 000            | 24,8%             | 12 550            | 22,8%             |
| Gabès      | 22 000    | 13,6%     | 25 000    | 14,4%     | 0           | 0%          | 150         | 0,1%        | 22 000            | 42,0%             | 24 850            | 45,2%             |
| Gafsa      | 7 000     | 4,3%      | 7 125     | 4,1%      | 3 100       | 2,8%        | 3 600       | 3,0%        | 3 900             | 7,4%              | 3 525             | 6,4%              |
| Total      | 162 000   | 100%      | 174 125   | 100%      | 109 600     | 100%        | 119 200     | 100%        | 52 400            | 100%              | 54 925            | 100%              |

Considerando a versão mais alargada do Jerid, cerca de 85% da produção  total tunisina de tâmaras é proveniente da região, que em 2010-2011 produziu quase 150 000 toneladas. No mesmo ano, só 0,2% da variedade deglet nour foi produzida fora da região. Considerando que a província de Kebili não faz parte do Jerid, as percentagens descem para cerca de 30% do total e igualmente 30% de deglet nour, o que corresponde, respetivamente, a 52 125 e a 36 050 toneladas.
Apesar das condições climatéricas extremas — as temperaturas máximas são próximas dos 50 °C e as precipitações anuais são muito limitadas (entre 80 e 120 mm) — os oásis do Jerid são muito produtivos devido aos seus recursos em águas extraídas atualmente de aquíferos subterrâneos muito profundos através de furos modernos.

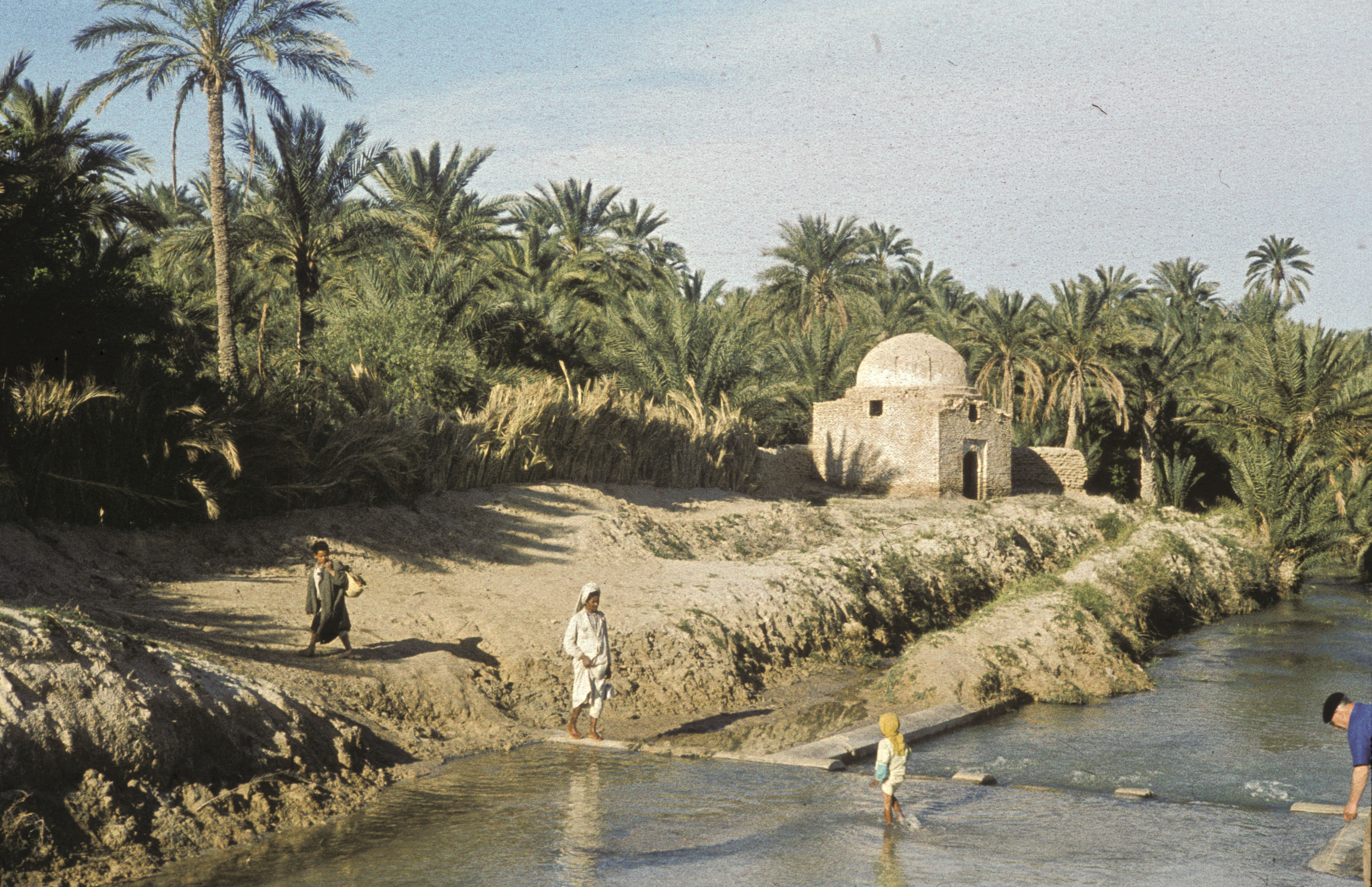
O oásis de Tozeur em 1960

O sistema de distribuição de água de irrigação, nos palmeirais antigos, que remontam à Antiguidade, segundo a tradição local, foi reorganizado de forma racional no século XIII em Tozeur e, parcialmente, em Nefta, por Ibn Chabbat, um polímata natural de Tozeur. O sistema, essencial para a agricultura em áreas desérticas, é constituído por pequenos canais (seguias) que recolhem a água de milhares de fios de água ressurgente e a junta em ribeiras artificiais, chamadas localmente oueds (uede ou uádis). A água é em seguida distribuída, recorrendo a pequenas barragens em forma de pente, alimentando assim os milhares de hortas do palmeiral. Atualmente as nascentes naturais estão praticamente secas e foram substituídas por furos profundos. O sistema de distribuição foi progressivamente substituído por um mais moderno, mais eficaz na limitação das perdas por infiltração e evaporação.
A riqueza produzida pela agricultura é repartida de forma muito desigual entre grandes proprietários, que muitas vezes nem sequer residem na região, e numerosos pequenos caseiros (khammes), cujo salário é um décimo da colheita e só é pago quando esta é vendida. Devido a este facto, é comum que os khammes tenham que pedir empréstimos para sobreviver ao longo do ano e que, em anos de piores colheitas não consigam pagar a totalidade desses empréstimos, na prática ficando perpetuamente reféns dos seus patrões. Após a independência, na década de 1950, o governo tentou combater essa situação criando sindicatos de khammes, mas estes não mostraram muito entusiasmo em associar-se, alegadamente por atribuírem a sua pobreza ao clima e às más colheitas e não à exploração dos seus patrões.
O aumento do número de poços e furos, o crescimento demográfico local e o afluxo de turistas têm vindo a conduzir a uma sobre-exploração das reservas de água. A diminuição do nível dos Lençóis freáticos ameaça a sustentabilidade da agricultura local e o sustento dos agricultores.